# Moye
Moye – miejscowość i gmina we Francji, w regionie Owernia-Rodan-Alpy, w departamencie Górna Sabaudia.
Według danych na rok 1990 gminę zamieszkiwało 697 osób, a gęstość zaludnienia wynosiła 29 osób/km² (wśród 2880 gmin regionu Rodan-Alpy Moye plasuje się na 984. miejscu pod względem liczby ludności, natomiast pod względem powierzchni na miejscu 360.).